# Damernas C-1 i slalom i kanotsport vid olympiska sommarspelen 2024
Damernas C-1 i slalom i kanotsport vid olympiska sommarspelen 2024 hölls den 30 och 31 juli 2024 på Stade nautique de Vaires-sur-Marne i Vaires-sur-Marne i Frankrike.
Det var andra gången grenen var med i OS som debuterade i Tokyo 2020. I kanotslalomens C-1 (eng: canoe single) användes ett format med tre omgångar: kvalomgång, semifinal och final. I kvalomgången kördes två åk, där det bästa åket räknades och de 18 främsta gick vidare till semifinal. Där åkte varje idrottare en gång och de 12 bästa gick vidare till final. Där kördes ytterligare ett åk som avgjorde den slutgiltiga rangordningen. Guldet togs av australienske Jessica Fox, silvret av polske Klaudia Zwolińska och bronset togs av brittiske Kimberley Woods.

## Program
Alla tider är centraleuropeisk sommartid (UTC+2):
| Datum        | Tid         | Omgång          |
| ------------ | ----------- | --------------- |
| 30 juli 2024 | 15:00       | Kvalheats       |
| 31 juli 2024 | 15:30 17:25 | Semifinal Final |

## Resultat
| Placering | Nr | Kanotist            | Nation         | Kvalomgång | Kvalomgång | Kvalomgång | Kvalomgång | Kvalomgång | Kvalomgång | Semifinal        | Semifinal        | Semifinal        | Final            | Final            | Final            |
| Placering | Nr | Kanotist            | Nation         | 1:a åket   | Str.       | 2:a åket   | Str.       | Bästa      | Plac.      | Tid              | Str.             | Plac.            | Tid              | Str.             | Plac.            |
| --------- | -- | ------------------- | -------------- | ---------- | ---------- | ---------- | ---------- | ---------- | ---------- | ---------------- | ---------------- | ---------------- | ---------------- | ---------------- | ---------------- |
| 1         | 1  | Jessica Fox         | Australien     | 100,05     | 0          | 103,10     | 2          | 100,05     | 2          | 106,08           | 0                | 2                | 101.06           | 2                | 1                |
| 2         | 3  | Elena Lilik         | Tyskland       | 107,95     | 4          | 103,29     | 2          | 103,29     | 5          | 113,59           | 0                | 7                | 103,54           | 0                | 2                |
| 3         | 9  | Evy Leibfarth       | USA            | 108,82     | 0          | 107,09     | 6          | 107,09     | 11         | 117,58           | 0                | 12               | 109,95           | 2                | 3                |
| 4         | 5  | Zuzana Paňková      | Slovakien      | 103,27     | 0          | 105,71     | 0          | 103,27     | 4          | 115,59           | 2                | 9                | 111,07           | 0                | 4                |
| 5         | 8  | Ana Sátila          | Brasilien      | 109,95     | 2          | 105,16     | 0          | 105,16     | 7          | 109,88           | 2                | 5                | 112,70           | 2                | 5                |
| 6         | 6  | Mònica Dòria        | Andorra        | 101,28     | 0          | 151,68     | 54         | 101,28     | 3          | 106,53           | 0                | 3                | 113,58           | 6                | 6                |
| 7         | 2  | Gabriela Satková    | Tjeckien       | 99,44      | 2          | 106,54     | 2          | 99,44      | 1          | 105,55           | 0                | 1                | 114,22           | 2                | 7                |
| 8         | 15 | Alena Marx          | Schweiz        | 109,66     | 2          | 111,10     | 2          | 109,66     | 16         | 117,50           | 2                | 11               | 114,61           | 2                | 8                |
| 9         | 13 | Eva Alina Hočevar   | Slovenien      | 109,57     | 2          | 108,22     | 2          | 108,22     | 12         | 109,22           | 0                | 4                | 115,48           | 0                | 9                |
| 10        | 14 | Miren Lazkano       | Spanien        | 109,49     | 2          | 113,60     | 8          | 109,49     | 15         | 116,27           | 4                | 10               | 116,97           | 6                | 10               |
| 11        | 12 | Viktoriia Us        | Ukraina        | 113,67     | 2          | 106,09     | 2          | 106,09     | 9          | 114,26           | 4                | 8                | 117.98           | 4                | 11               |
| 12        | 4  | Mallory Franklin    | Storbritannien | 104,72     | 2          | 152,41     | 50         | 104,72     | 6          | 111,62           | 6                | 6                | 165,15           | 56               | 12               |
| 13        | 7  | Marjorie Delassus   | Frankrike      | 108,34     | 4          | 119,22     | 10         | 108,34     | 13         | 118,84           | 6                | 13               | Gick inte vidare | Gick inte vidare | Gick inte vidare |
| 14        | 17 | Viktoria Wolffhardt | Österrike      | 114,27     | 2          | 110,39     | 0          | 110,39     | 17         | 120,78           | 0                | 14               | Gick inte vidare | Gick inte vidare | Gick inte vidare |
| 15        | 18 | Huang Juan          | Kina           | 112,88     | 8          | 108,47     | 4          | 108,47     | 14         | 121,64           | 6                | 15               | Gick inte vidare | Gick inte vidare | Gick inte vidare |
| 16        | 16 | Lena Teunissen      | Nederländerna  | 115,51     | 6          | 105,33     | 0          | 105,33     | 8          | 122,82           | 4                | 16               | Gick inte vidare | Gick inte vidare | Gick inte vidare |
| 17        | 10 | Klaudia Zwolińska   | Polen          | 106,84     | 2          | 107,89     | 4          | 106,84     | 10         | 123,64           | 6                | 17               | Gick inte vidare | Gick inte vidare | Gick inte vidare |
| 18        | 11 | Marta Bertoncelli   | Italien        | 112,28     | 4          | 110,43     | 4          | 110,43     | 18         | 170,28           | 50               | 18               | Gick inte vidare | Gick inte vidare | Gick inte vidare |
| 19        | 20 | Lois Betteridge     | Kanada         | 120,22     | 8          | 115,60     | 6          | 115,60     | 19         | Gick inte vidare | Gick inte vidare | Gick inte vidare | Gick inte vidare | Gick inte vidare | Gick inte vidare |
| 20        | 21 | Haruka Okazaki      | Japan          | 122,50     | 2          | 130,42     | 8          | 122,50     | 20         | Gick inte vidare | Gick inte vidare | Gick inte vidare | Gick inte vidare | Gick inte vidare | Gick inte vidare |
| 21        | 19 | Michaela Corcoran   | Irland         | 129,55     | 10         | 168,08     | 52         | 129,55     | 21         | Gick inte vidare | Gick inte vidare | Gick inte vidare | Gick inte vidare | Gick inte vidare | Gick inte vidare |
| Referens: |    |                     |                |            |            |            |            |            |            |                  |                  |                  |                  |                  |                  |